# Hawker Fury
Cet appareil ne doit pas être confondu avec le monoplan Hawker Sea Fury de la deuxième moitié des années 1940
Le Hawker Fury est un avion de chasse biplan britannique  utilisé par la Royal Air Force dans les années 1930. C'était un avion rapide et agile, et le premier intercepteur en service de la RAF capable d'atteindre une vitesse supérieure à 200 mph (321 km/h). C'était le pendant de chasse du bombardier léger Hawker Hart.